# Bothriothorax virginiensis
Bothriothorax virginiensis är en stekelart som beskrevs av Howard 1885. Bothriothorax virginiensis ingår i släktet Bothriothorax och familjen sköldlussteklar. Inga underarter finns listade.